# Йохан IV фон Залм
Йохан IV (III, V) фон Залм (на немски: Johann IV (III, V) von Salm; * ок. 1370/пр. 1391; † 2 юли 1431 при Булевил, Франция) е граф на Горен-Залм.

## Произход
Той е син на граф Йохан II фон Залм в Горен-Залм († 1386 или 1400) и съпругата му Филипа фон Хайнсберг-Фалкенбург († 1398), внучка на Валрам фон Фалкенбург († 1302), дъщеря на граф Йохан I фон Хайнсберг-Фалкенбург († 1356) и Катарина ван Фоорне († 1366). Брат е на Симон II 'Млади', граф на Залм в Борн († 16 януари 1397), Матилда (Метца) († 27 март 1401) и на Одилия († 1428).
Йохан IV (III) е убит в битка на 2 юли 1431 г. при Булевил, Лотарингия, Франция.

## Фамилия
Първи брак: на 20 март 1403 г. с Вилхелмина (Гуилемета) дьо Вержи († 4 ноември 1412), дъщеря на Вилхелм III дьо Вержи († 1396) и Изабел фон Раполщайн († сл. 1410). Те имат трима сина:
- Симон III фон Залм († пр. 14 ноември 1459), граф на Горен-Салм, женен на 11 юли 1427 г. за Йохана фон Ротзелаер († сл. 26 февруари 1475)
- Хайнрих
- Йохан V (VI) фон Залм-Баденвайлер († 1451/1485)

Втори брак: с Жана де Жоанвил († сл. 29 юни 1431), дъщеря на Ансо де Жоанвил, сеньор на Боней († 1378) и Агнес де Пулини († 1378/1379). Те имат един син:
- Йохан V фон Залм (* 29 юни 1431; † 14 юни 1485), граф на Залм, барон на Вивие, женен на 26 октомври 1451 г. за Маргарета фон Зирк (* 1437; † 14 февруари 1520)